# Dombeya mandrakensis
Dombeya mandrakensis är en malvaväxtart som beskrevs av Arenes. Dombeya mandrakensis ingår i släktet Dombeya och familjen malvaväxter. Inga underarter finns listade i Catalogue of Life.